# Radiotelevizija Slovenija
Radiotelevizija Slovenija, meestal afgekort als RTV Slovenija, RTVSLO of simpelweg RTV is de Sloveense publieke omroep. De omroep werd door de Sloveense staat opgericht nadat het land onafhankelijk was geworden van Joegoslavië.

## Geschiedenis
Vanaf 1924 werden er testuitzendingen met de omroep gemaakt met een eigengemaakte transmitter vanuit Ljubljana. Een jaar later konden er ook signalen worden ontvangen vanuit Bled. Op 26 januari 1926 werd er onder technicus Marij Osana de eerste uitzending gemaakt door een concert van een Sloveens muziekkorps uit te zenden. De eerste officiële uitzending was pas op 1 september 1928 als Radiostation Ljubljana. Kort hierna werd er door Marij Osana een locatie bepaald waar een zendmast kon staan. Dit werd bij Domžale, niet ver van Ljubljana. De zendmast werd in 1931 gebouwd.
Tien jaar na de bouw de van de zendmast, werd op 11 april 1941 de zendmast door Italiaanse fascisten verwoest. Daarbij werd ook het hoofdkwartier van de omroep in Ljubljana ingenomen. Op 17 november 1941 werd de omroep heropgericht als illegale radiozender Radio Kričač. De radio zond driemaal per week uit: op maandag, woensdag en zaterdag rond acht uur in de avond. Uit voorzorg werd de transmitter na elke uitzending verplaatst. Er waren 23 plekken waar de transmitter heeft gestaan, maar geen van allen zijn ooit gevonden door de vijand. Na de Tweede Wereldoorlog begon de omroep weer uit te zenden, ditmaal als Vrije Radio Ljubljana. Kort hierna werd Radio Maribor de tweede radiozender van de omroep.
Vanaf 1 april 1949 werden er experimenten gedaan met televisie. Op 28 november 1958 kon hierdoor de eerste televisie-uitzending worden gemaakt. Ljubljana TV kreeg in de zendtijd van televisiezenders in Joegoslavië een aandeel van 30%. De omroep was de eerste omroep in het land die het Eurovisiesongfestival uitzond. Naarmate de tijd vorderde kreeg de omroep een groter aandeel in Joegoslavië. Op 15 april 1968 werd het avondnieuws zelfs in het Sloveens verteld, terwijl het voorheen in het Servisch gebeurde. 
In 1971 werd TV Koper-Capodistria de eerste tweetalige zender van de omroep. De uitzending waren deels in het Sloveens en deels in het Italiaans. De zender was opgericht voor de kleine Italiaanse minderheid in Slovenië. Hiernaast sloeg de zender ook goed aan in Italië, waar miljoenen Italianen de zender konden ontvangen.
Tijdens de jaren 70 en 80 kwamen er verschillende technische veranderingen bij de omroep. Begin jaren zeventig werden langzamerhand alle uitzendingen in kleur uitgezonden. Vanaf 1984 kon er op de televisies ook teletekst worden vertoond. 
In 1991 werd de omroep hernoemd naar Radiotelevizija Slovenija, de huidige naam. Nadat Joegoslavië in 1992 uit elkaar viel werd de omroep de nieuwe staatsomroep van Slovenië. In 1993 werd de omroep lid van de Europese Radio-unie waardoor het ook kon deelnemen aan onder meer het Eurovisiesongfestival. 
Aan het begin van de 21e eeuw probeerde verschillende leiders van het land de omroep te hervormen. Tijdens een referendum in 2005 werd er tegengestemd om de omroep te laten hervormen. In 2010 werd er weer een referendum opgesteld, maar door de zeer lage opkomst, circa 14% van de stemgerechtigden ging naar de stembus, werd het referendum niet al te serieus genomen. Daarbij hadden de tegenstemmers (72%) de grote meerderheid. 
Tijdens de Olympische Spelen 2008 werden de eerste HD-uitzendingen gemaakt.

## Kanalen

### Radiozenders

#### Nationaal
- Prvi program
- Val 202
- ARS

#### Regionaal
- Radio Koper
- Radio Capodistria (deels in het Italiaans, in Italië te ontvangen)
- Radio Maribor (in Oostenrijk te ontvangen)
- MMR – Pomurski madžarski radio (in het Hongaars, in Hongarije te ontvangen)
- Radio Slovenia International (in het Duits en Engels)

### Televisiezenders

#### Nationaal
- TV Slovenija 1
- TV Slovenija 2
- TV Slovenija 3

### Regionaal
- TV Koper-Capodistria (deels in het Italiaans, in Italië te ontvangen)
- Televizija Maribor